# Лещеня, Игорь Александрович
Игорь Александрович Лещеня (бел. Ігар Аляксандравіч Ляшчэня; род. 21 декабря 1967, Жодино, Минская область) — белорусский дипломат, общественный деятель. Чрезвычайный и полномочный посол (2006).

## Биография
Родился 21 декабря 1967 года в Жодино Минской области Белорусской ССР.
В 1991 году с отличием окончил Московский государственный институт международных отношений МИД СССР.
На дипломатической службе с 1991 года. Был принят на работу в Министерство иностранных дел СССР и направлен в посольство СССР в Египте на должность дежурного референта. После распада СССР, в 1991—1994 годах работал в Министерстве иностранных дел Российской Федерации дежурным референтом посольства Российской Федерации в Египте, атташе посольства Российской Федерации в Египте.
В 1994 году вернулся в Белоруссию и назначен на должность второго секретаря отдела ОБСЕ Министерства иностранных дел Республики Беларусь.
В 1995—1997 годах работал начальником отдела стран Азии и Африки, начальником четвёртого политического управления Министерства иностранных дел Республики Беларусь.
В 1997—1998 годах работал советником посольства Республики Беларусь в Арабской Республике Египет, временным поверенным в делах Беларуси в Египте.
С 3 июня 1998 года по 21 января 2002 года работал чрезвычайным и полномочным послом Республики Беларусь в Арабской Республике Египет.
С 2002 года по 2006 год работал помощником Президента Республики Беларусь по внешнеполитическим и внешнеэкономическим вопросам.
16 мая 2006 года получил дипломатический ранг чрезвычайного и полномочного посла и был назначен чрезвычайным и полномочным послом Республики Беларусь в Государстве Израиль. 28 сентября 2012 года освобождён от должности.
С 2012 по 2016 годы работал начальником управления стран Азии и Африки, начальником управления стран Африки и Ближнего Востока Министерства иностранных дел Республики Беларусь.
13 июня 2016 года назначен чрезвычайным и полномочным послом Республики Беларусь в Словацкой Республике. В ходе протестов в Белоруссии 16 августа 2020 года записал видеообращение, в котором заявил о поддержке протестующих и осудил применение насилия со стороны правоохранительных органов. Лещеня стал первым белорусским дипломатом, поддержавшим протестующих.
16 сентября 2020 года Александр Лукашенко лишил его дипломатического ранга Чрезвычайного и Полномочного Посла в связи с совершением поступков, порочащих государственную (дипломатическую) службу.
18 августа 2020 года подал в отставку, 24 августа освобождён от должности.
23 сентября 2020 года выступил с инициативой создания общественного движения «Я — гражданин». «Созданного в строгом соответствии с действующим законодательством широкого общественного движения, которое могло бы сказать свое веское слово и про расследование пыток и издевательств, и про будущее Беларуси, включая реформу государственного устройства» — сказал Игорь Лещиня.
12 августа 2021 задержан правоохранительными органами в Белоруссии. Помещён в ИВС на Окрестина. Спустя неделю с небольшим вышел на свободу под подписку о неразглашении.
Владеет английским и арабским языками.

## Личная жизнь
Женат. Имеет сына и двух дочерей.